# (209107) Šafránek
(209107) Šafránek est un astéroïde de la ceinture principale.

## Description
(209107) Safranek est un astéroïde de la ceinture principale. Il fut découvert le 16 septembre 2003 à l'observatoire Kleť par le projet KLENOT. Il présente une orbite caractérisée par un demi-grand axe de 2,35 UA, une excentricité de 0,04 et une inclinaison de 8,7° par rapport à l'écliptique.

## Compléments